# Cantone di Écueillé
Il Cantone di Écueillé era una divisione amministrativa dell'arrondissement di Châteauroux.
A seguito della riforma approvata con decreto del 18 febbraio 2014, che ha avuto attuazione dopo le elezioni dipartimentali del 2015, è stato soppresso.

## Composizione
Comprendeva i comuni di:
- Écueillé
- Frédille
- Gehée
- Heugnes
- Jeu-Maloches
- Pellevoisin
- Préaux
- Selles-sur-Nahon
- Villegouin